# Улица Фирдоуси (Ереван)
Улица Фирдоуси (арм. Ֆիրդուսու փողոց) — короткая, около 300 м, улица в Ереване, в центральном районе Кентрон, проходит от проспекта Тиграна Меца до улицы Чайковского.
Названа в честь иранского поэта, классика персидской литературы Фирдоуси (935—1020).

## История

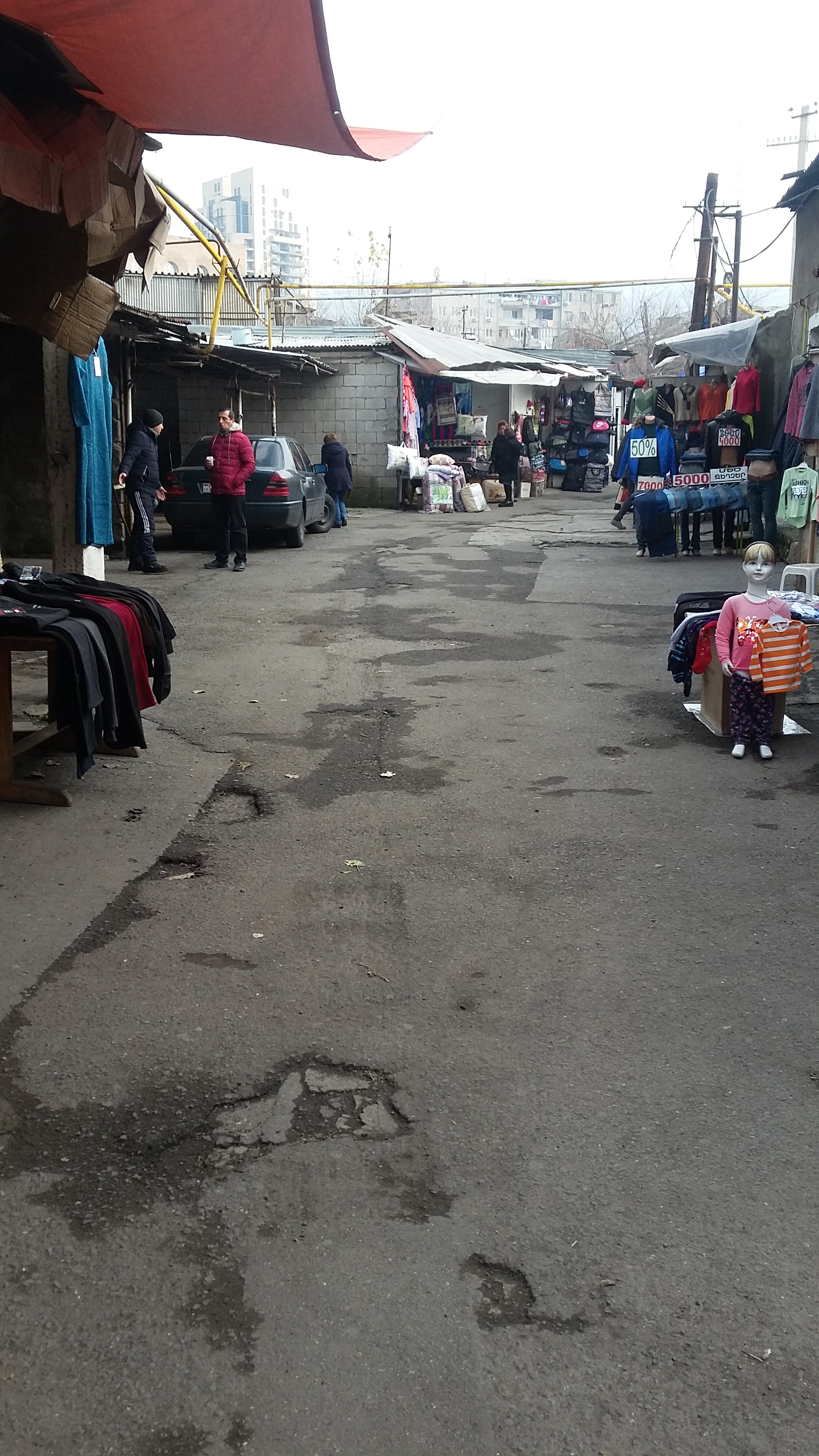
Вид улицы

В старых проектах Еревана эта часть города называлась «Южным проспектом» и «33-й округ».
В 2017 году снесён старый вещевой рынок (в обиходе место известно как «Фирдус», название связано с тем, что торговали здесь, в основном, выходцы из Ирана) с самовозведёнными павильонами, что вызывало сопротивление их владельцев. Представители правительства Армении заверили, что застройщики сохранят несколько старинных зданий квартала. С конца 2021 года началась активная застройка данного района. К 2025 году было снесено подавляющее большинство старых домов. 